# داشلوجه (اردبیل)
داشلوجه یک بخش مرکزی شهرستان اردبیل در ایران است که در دهستان ارشق شرقی واقع شده‌است. داشلوجه ۹۶ نفر جمعیت دارد و به زبان ترکی سخن میگویند.